# Toussaint de Hocédy
Toussaint de Hocédy, mort le 30 juillet 1565, est le soixante-seizième évêque de Toul de 1543 à 1565.

## Biographie
Il est le fils d'un magistrat de Valenciennes, sa ville natale, fait ses études à Louvain et se rend à Rome où il est remarqué par le cardinal Jean de Lorraine qui en fait son secrétaire et lui confie plusieurs missions diplomatiques. Il se fait alors prêtre et, après la mort d'Antoine Pelegrin, Jean de Lorraine, qui avait récupéra l'évêché de Toul, le résigna pour la troisième fois et le confia à Toussaint de Hocédy. 
Toussaint de Hocédy fut consacré évêque à Rome le 9 février 1543 et fit son entrée à Toul le 4 juin 1544. Les bourgeois et les chanoines, habitués à avoir pour évêques des membres de familles importantes, considérèrent comme un affront le fait d'avoir pour évêque un secrétaire et lui refusèrent les honneurs ordinaires pour la cérémonie d'investiture. Peu après, il reçut la visite de l'empereur Charles Quint qui lui donna l'investiture temporelle, puis partit assiéger Saint-Dizier. Dans les années qui suivirent, les guerres qui opposaient François Ier à Charles Quint amenèrent des troupes dans le Toulois qui fut victime des pillages et des épidémies.
Par la suite, le manque de soutien de l'empereur pour éviter ces ravages détachèrent de sa fidélité l'évêque, les chanoines et les bourgeois de Toul qui se rapprochèrent du nouveau roi de France, Henri II. En 1552, ce dernier occupe les Trois-Évêchés lorrains, Metz, Verdun et Toul, et y installe des garnisons. La contre-offensive de Charles Quint pour reprendre Metz, défendue par François de Guise, échoua. Charles Quint envoya le comte d'Egmont reprendre Toul, mais ce dernier échoua.
Durant la fin de son épiscopat, le protestantisme fit des progrès dans le Toulois malgré les prêches et les surveillances que mit en place l'évêque, et des bagarres commençaient à opposer catholiques et réformés dans la ville de Toul, allant jusqu'au pillage d'églises. Peu aimé à Toul, Toussaint de Hocédy vivait de plus en plus à Nancy à la cour de Charles III, duc de Lorraine. Il y meurt le 30 juillet 1565.

## Source
- A. D. Thierry, Histoire de la ville de Toul et de ses évêques, vol. 2, Paris, 1841 (lire en ligne), p. 92-127.